# Kulob
Kulob ali Khatlon (tadžiško Кӯлоб, latinizirano: Ko‘lob, rusko Куляб, latinizirano: Kuljab, dob. 'kʊˈlʲæp') je mesto v regiji Khatlon v južnem Tadžikistanu. Je 203 km jugovzhodno od glavnega mesta Dušanbe na reki Jakhsu (desni pritok reke Pandž) in je eno največjih mest v državi. Njegovo prebivalstvo je ocenjeno na 106.300 v ožjem mestu in 214.700 v mestu z obrobnimi skupnostmi (2020). Mesto oskrbuje letališče Kulob.

## Zgodovina

### Grški napis
V helenističnem obdobju po osvajanjih Aleksandra Velikega je bilo območje sodobnega Kuloba del Grško-baktrijskega kraljestva. Odkrili so grški napis iz obdobja 200–195 pr. n. št., v katerem oseba z imenom Heliodotos posveti ognjeni oltar Hestiji v dobro kralja Evtidemusa I. in njegovega sina Demetrija I.

### Kasnejša zgodovina
Zgodovinar Mohamed ibn Džarir al-Tabari omenja Khatlon že leta 737 našega štetja, čeprav naj bi bila njegova ustanovitev veliko prej. Sufijski mistik Mir Sajid Ali Hamadani je umrl med potovanjem po Srednji Aziji leta 1384 in bil pokopan v Khatlonu v grobnici, ki še vedno stoji.
Mesto je osvojilo Mongolsko cesarstvo pod vodstvom Džingiskana in je kasneje postalo del Timuridskega cesarstva. Leta 1559 je bil vključen v Buharski kanat in nato po 18. stoletju običajno povezan z Buharskim emiratom proti Kokandu in Afganistanu. Njegovo ime je bilo leta 1750 spremenjeno v Kulob. Lokalni gospodar Surrah Kan je leta 1861 v imenu Buhare zaprl britanskega in kokandskega agenta Abdula Medžida, preden ga je nemir v emiratu spodbudil, da je skupino izpustil.
Po sporazumih med Britanskim in Ruskim imperijem o razpolaganju z Afganistanom sta bila mesto in njegovo zaledje vključena v Ruski imperij kot del njegovega osvajanja večine Srednje Azije. Po ruski revoluciji je bil Kulob šele marca 1921 vključen v Sovjetsko zvezo in leta 1929 organiziran kot del Tadžiške sovjetske socialistične republike. Kulob je bil eno največjih mest v republiki.
Med državljansko vojno v Tadžikistanu v zgodnjih 1990-ih je mesto služilo kot glavno oporišče milic Ljudske fronte. Danghara, vas na območju Kuloba, je rojstni kraj tadžikistanskega predsednika Emomalija Rahmona. Septembra 2006 je Kulob praznoval svojo 2700-letnico.
Po osamosvojitvi Tadžikistana leta 1991 je bil Kulob eno od treh mest – poleg Dušanbeja in Kurgonteppe – kjer je bila razporejena ruska 201. motornostrelska divizija. Po številnih škandalih z lokalnimi prebivalci je Rusija novembra 2015 nepričakovano umaknila svoje enote iz Kuloba in dejansko zapustila tamkajšnje oporišče.

## Geografija
Mesto Kulob leži na povprečni nadmorski višini 580 metrov v široki dolini reke Jakhsu, približno 112 kilometrov zračne črte in 190 kilometrov po cesti jugovzhodno od Dušanbeja. Neposredna povezava od Dušanbeja do Kuloba je cesta M41 do Vahdata in od tam A385, ki poteka mimo Noraka skozi Dangharo, nato skozi vas Kurbon Šahid in 70 kilometrov za Dangharo skozi nekoliko večjo prestolnico okrožja Vose. Še 19 kilometrov vzhodno od Vose je Kulob. Edina normalno vse leto prevozna cesta v avtonomno provinco Gorski Badahšan vodi iz Kuloba naprej proti vzhodu do afganistanske meje in po skalnati dolini mejne reke Pandž do 610 kilometrov oddaljenega glavnega mesta province Korug. Januarja 1999 je bila odprta 35 kilometrov dolga nova pot med Kulobom in malim obmejnim in prenočitvenim mestom Kalai Khumb.
Današnje okrožje (nohija) Kulob znotraj regije (vilojat) Čatlon je razdeljeno na štiri podokrožja (jamoat). V nasprotju s širokimi rečnimi ravnicami na zahodu je vzhodni del regije Čatlon pretežno gorat z le nekaj rodovitnimi dolinami vmes. Hribi, porasli le s travo, služijo kot pašniki, bombaž, pšenica, koruza in zelenjava pa se večinoma gojijo na namakanih poljih lesne nižine. Obdelovalnih površin je 18.717 ha.
Mesto leži približno dva kilometra vzhodno na levem bregu Jakhsuja, ki teče jugozahodno do Kozolsuja, pritoka Pandž. Najbližje gore okoli Kuloba dosežejo višino 1017 metrov nekaj kilometrov zahodno in 1481 metrov jugovzhodneje. Letališče Kulob, ki je mednarodno priznano od leta 1997, je na nadmorski višini 700 metrov v dolini Jakhsu, približno osem kilometrov severno od mesta v bližini vasi Ziraki. Od tam se cesta nadaljuje po dolini v težko dostopno in oddaljeno gorsko območje okrožja Muminobod.

### Podnebje
Kulob ima sredozemsko vroče poletje (Köppnova podnebna klasifikacija: Csa). Povprečna letna temperatura je 15,8 °C. Najtoplejši mesec je julij s povprečno temperaturo 28,3 °C, najhladnejši mesec pa je januar s povprečno temperaturo 2,2 °C. Povprečna letna količina padavin je 468,4 mm in ima povprečno 72,8 dni s padavinami. Najbolj namočen mesec je marec s povprečno 94,2 mm padavin, najbolj suh mesec pa je avgust s povprečno 0 mm padavin.

## Mestna pokrajina
Število prebivalcev se je med letoma 1926 in 1939 podvojilo na 8400. Po uradnem štetju je bilo leta 1959 prebivalcev 23.455, leta 1970 39.764 in leta 1979 54.841. Leta 1989 se je število povzpelo na 74.456, leta 2000 je bilo 77.692 in leta 2010 94.950. Leta 2014 je število prebivalcev ocenjeno na 99.700. Za Dušanbejem, Khujandom in Kurgontepo je Kulob eno redkih velikih urbanih naselbinskih območij v dolinskih ravninah, kjer živi večina prebivalstva Tadžikistana.
Poslovni center je na južnem koncu mestnega jedra. V zgornjem delu je velika tržnica z več restavracijami, večina trgovin in eden od dveh velikih hotelov. Nekaj metrov južneje, čez globok potok, ki služi tudi kot kanalizacija, zasebni skupni taksiji so edino regionalno prevozno sredstvo za prevoz ljudi. Od tega trga poteka približno tri kilometre proti severovzhodu osrednja mestna os, ulica Somoni (poimenovana po samanidskem vladarju Ismoilu Somoniju, 849–907). Približno 200 metrov od glavne tržnice je bila na tej ulici leta 2006 zgrajena velika rondela kot spomenik 2700-letnici mesta. Kritiki otvoritev septembra, kmalu po predsedniških volitvah 6. novembra 2006, vidijo kot podporo kampanji in - tako kot praznovanje 2500. obletnice v Istaravšanu leta 2002 - kot zapravljanje nekaj razpoložljivih finančnih sredstev države. Nekaj 100 metrov severno je stavba mestne uprave (hukumat).
Mestni park na ulici Somoni je približno v geografskem središču pozidanega mestnega območja in 1,5 kilometra severno od tržnice. V njem je mavzolej Sajida Ali Hamadhanija, ki je bil v celoti obnovljen leta 2008. V bistvu na novo zgrajena opečnata stavba z več majhnimi kupolastimi prostori vsebuje poleg kenotafa Hamadhanija, spomenike drugim islamskim ljudem. Vanj lahko vstopijo le moški. Nasproti je majhen muzej, ki prikazuje Hamadhanijeve spise in stare izdaje Korana. V zadnjem delu parka so odkrili ostanke stavb, ki segajo v 1. tisočletje pr. n. št..
Daleč izven centra, na severnem delu ulice Somoni, je spomenik v spomin na žrtve druge svetovne vojne. Na vrhu mestnega parka vodi široka ulica proti vzhodu v obsežno četrt s stanovanjskimi bloki iz časa socializma in še eno tržnico, kjer prodajajo predvsem moko, zelenjavo, sadje in gospodinjske pripomočke. Tominova ulica, ki vodi jugovzhodno od Jubilejnega spomenika, je poimenovana po Nikolaju Tominu, poveljniku brigade, ki je leta 1924 umrl v boju z Basmači. Obstaja občinska bolnišnica in številne lekarne.